# Camilla Nielsen
Camilla Marie Nielsen, född Jensen 20 april 1856 i Særslev Sogn, död 16 december 1932 i Frederiksberg, var en dansk filantrop och socialdemokratisk politiker. 
Hon är särskilt ihågkommen för sitt engagemang i socialt arbete i Frederiksberg. 1887 ärvde hon en förfallen egendom på Ny Carlsberg Vej, som hon byggde om till att inhysa 75 små lägenheter för behövande barnfamiljer. 1909, efter att ha blivit invald i styrelsen for den nyupprättade Frederiksberg Hjælpekasse, upprättade hon ett soppkök, som gav över tusen måltider om dagen för personer med ekonomiska problem. Hon kämpade för bättre bostadsförhållanden för kvinnor och barn. 
1915 var hon en av de danska delegaterna på Kvindernes Fredskongres i Haag.
Från 1917 till sin död 1931 var Nielsen ledamot i Frederiksbergs kommunstyrelse for Socialdemokratiet.